# Sektionen (Paris)

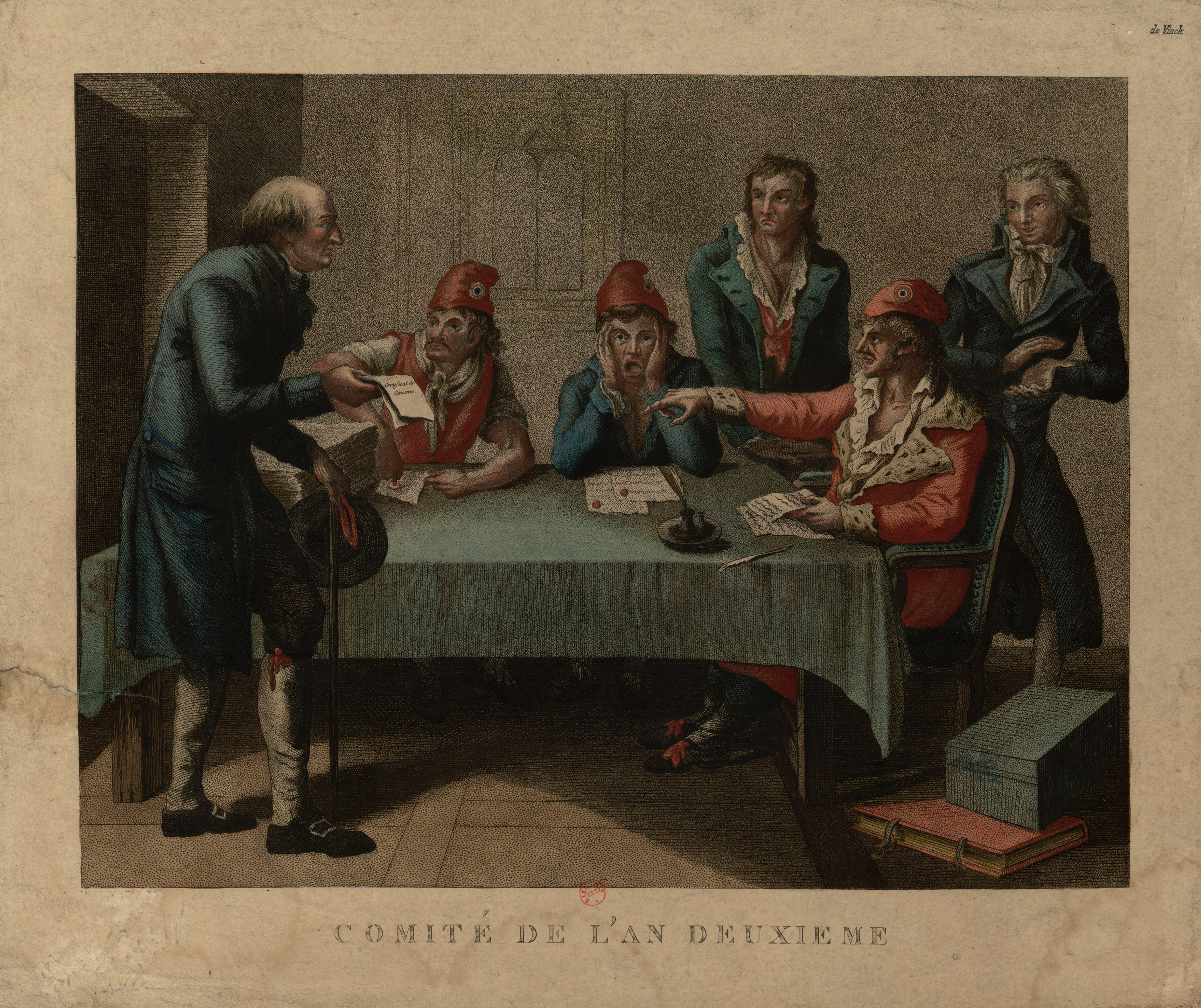
Tagung eines Revolutionskomitees einer Sektion im Jahr 1793.

Sektion (frz. Section) bezeichnet eine Gliederung der Stadt Paris in den Revolutionsjahren 1790 bis 1795.
Durch Dekret vom 21. Mai 1790, das am 27. Juni durch den König ratifiziert wurde, bestimmte die Konstituante, dass Paris zukünftig in 48 Sektionen aufgeteilt sein sollte. Die bisher gültigen Distrikte wurden damit aufgelöst. Die Regelung verstärkte die kommunale Selbstverwaltung von Paris und drängte den Einfluss des Staates zurück. Anfangs nur als Einheit für Wahlen gedacht, entwickelten sich die Sektionen zu einem wichtigen Akteur der Französischen Revolution und im Besonderen der Sansculotten.
Jede Sektion unterhielt dabei ein Zivilkomitee, ein Revolutionskomitee und bewaffnete Einheiten.
Anfangs hatten die Sektionen als Bezeichnung vor allem Namen mit Regionalbezug, im weiteren Verlauf der Revolution wurden aber Namen mit politischer Aussage gewählt (z. B. Sektion der Piken, Sektion des Mont-Marat).
Durch Gesetz des 11. Oktober 1795 wurden die unbequemen Sektionen wieder abgeschafft und durch die neu geschaffenen Arrondissements ersetzt.